# Neopteryx frosti
Neopteryx frosti es una especie de murciélago de la familia Pteropodidae.

## Distribución geográfica
Es  endémica de Indonesia.

## Hábitat
Su hábitat natural son: zonas tropicales o subtropicales, de bosques áridos